# Parectropis nigrosparsa
Parectropis nigrosparsa là một loài bướm đêm trong họ Geometridae.